# Бронницький заказник
Бронни́цький зака́зник — ботанічний заказник загальнодержавного значення в Україні. Розташований у межах Могилів-Подільського району Вінницької області, біля селища Нова Григорівка. 
Площа 265 га. Створений у 1974 р. Підпорядкований Могилів-Подільському держлісгоспу. 
Охороняються рідкісні для Поділля дубові ліси з реліктовими породами дерев (дуб скельний, дуб пухнастий) та домішкою ясена звичайного, клена гостролистого, клена польового, липи серцелистої. Трапляється берека — реліктовий субсередземноморський вид на північній межі його ареалу. 
У розрідженому підліску — ліщина звичайна, гордовина, кизил справжній, бруслина бородавчаста, свидина криваво-червона, глід український. 
У травостої домінують типові неморальні види — осока волосиста, копитняк європейський, яглиця звичайна, медунка темна, маренка пахуча. Є також субсередземноморські світлолюбні рослини, які перебувають на північній межі свого поширення: горобейниця пурпурово-синя, перлівка одноцвіта, осока Мікелі, шоломниця висока, медунка м'яка, барвінок малий тощо. 
Низка видів занесена до Червоної книги України: лілія лісова, любка дволиста, гніздівка звичайна, коручка чемерникоподібна, коручка пурпурова та інші. У флорі заказника багато лікарських рослин. 
У 2010 р. увійшов до складу Регіонального ландшафтного парку «Дністер».